# Cattedrale di Albacete
La cattedrale di San Giovanni Battista (in spagnolo: catedral de San Juan Bautista) è il principale luogo di culto del comune di Albacete, in Spagna, sede vescovile dell'omonima diocesi.
Oggi la cattedrale presenta un aspetto esteriore neoromanico e neogotico.

## Storia
Dopo l'abbattimento dell'antica parrocchia mudéjar, nei primi anni del XVI secolo si iniziò la nuova costruzione in stile gotico dell'edificio a tre navate con tre absidi con l'intervento dell'architetto di Toledo, Enrique Egas, e dei baschi Pedro de Echevarría e Ortín Pérez. Nel 1538, Diego de Siloé modificò in corso d'opera lo stile, che divenne rinascimentale per le colonne disegnate da Jerónimo Quijano. Ma la sostituzione delle colonne fece cadere le volte, interrompendo la costruzione che si concluse solo nel 1690, per mano dell'architetto Gregorio Díaz de Palacios. La facciata fu poi completata solo nel 1949, mentre un ultimo restauro (2009) ha consolidato le colonne e le volte.

## Esterno
La cattedrale ha due facciate. Quella del lato sud, neoromanica, presenta tre archivolti a tutto sesto sostenuti da tre colonne semplici con capitelli a motivi vegetali e una statua della Vergine de Los Llanos (2000), patrona di Albacete. Quella principale neogotica, preceduta da una scalinata, presenta un arco a sesto acuto sormontato da un rosone e, nel timpano del portale, rilievo sul tema del Battesimo. Sopra il rosone, è collocato il campanile a pianta quadrata che, dopo un arco a tutto sesto e due piccoli balconi in cemento, culmina con una terrazza in mattoni. Le 4 campane sono moderne.
In uno dei contrafforti, è possibile ammirare un rilievo della Vergine della costruzione originale (1515).

## Interno
La cattedrale ha tre navate, che si concludono con tre absidi, a tre sezioni separate da quattro elegantissime colonne ioniche di 13,65 m. disegnate da Jerónimo Quijano. I muri perimetrali sono gotici con pilastri addossati e cappelle coperte da volte a croce, alcune con colonne tortili. Le volte delle navate sono barocche (1690). Le pareti sono coperte da pitture a olio su tele poi attaccate ai muri di Casimiro Felix Escribá Garcia, opera pittorica imponente e complessa con episodi della Bibbia (1958-62).
Entrando dall'entrata principale, nella parte superiore dell'atrio si incontra l'organo moderno e, ai lati, due cappelle oggi occupate da statue processionali per la Settimana Santa. In una di queste si trova il gruppo dell'Inumazione di José González Moreno, nell'altra la Discesa di Gesù dalla croce (1952), opera in legno di pino di José Díes López.
A destra, la prima cappella della navata dell'Epistola è quella di San Giuseppe con al centro del retablo San Giuseppe (1947) di José Díes López, e due statue a tutto tondo di Santa Lucia e di San Expedito sui lati. La seconda cappella è quella della fonte battesimale senza alcun pregio artistico. Dopo il portale, si incontra prima la Cappella di Sant'Antonio da Padova, unica con volta a botte di questo lato, con retablo classico e statua del Santo, poi quella della Madonna del Carmine cui si accede attraverso un arco a sesto acuto, con volta a vela e, nel retablo, statua della Madonna. Ultima cappella del lato dell'Epistola è quella della Pietà, sostenuta da colonne elicoidali, che contiene la sepoltura dorata del vescovo Bernardo de Andujar (XVI secolo), all'interno della quale è posta la Pietà, neoclassica in pino policromo (inizi del XIX secolo), del catalano Adriá Ferrán Vallés.  Al lato del retablo un Cristo Resuscitato (1945) di José Díes López, nel muro di sinistra, la barocca Madonna della Stella (XVIII secolo) di D. Francisco Salzillo e in una nicchia della parete di destra, statua di Santa Teresa del Bambin Gesù.
Delle tre absidi, quella di destra, intitolata alla Madonna di Loreto, di forma poligonale, contiene una statua della Madonna di Loreto (1948) di José Díes López e, ai lati, tele moderne con combattimenti aerei a ricordare che la Madonna è patrona dell'Aviazione.
Al centro, pentagonale, coperta da una volta gotica (XVI secolo), la Cappella principale, vuota ma ornata di tre grandi vetrate con San Giovanni Battista, al centro, la Visitazione e il Battesimo di Gesù, ai lati. Nelle altre due pareti, due dipinti ogivali (1862) di José María García. All'entrata gli stalli del coro con retablo moderno.
A sinistra, la cappella della Vergine de Los Llanos, introdotta da un arco a tutto tondo, ha una curiosa volta a croce stellata con torretta al posto della cupola. All'interno un grande retablo rinascimentale forse di Jerónimo Quijano, con Annunciazione, Adorazione dei Pastori, Preghiera nell'Orto e Resurrezione del Maestro di Albacete e nella predella le figure di Isaia, Salomone, Sant'Andrea e Santiago, Santa Agueda e Santa Barbara. Tra quattro statue, San Giuseppe, San Francesco, San Giovanni Battista e la Purissima (1944) di José Díes López, la statua barocca della Vergine (1631), che contiene al suo interno parti della primitiva statua gotica (XV secolo). Sulle pareti un grande quadro Giudizio di San Michele e Giudizio delle Anime (XVI secolo) e un busto del primo vescovo di Albacete dello scultore Pérez Comendador.
Sotto la cappella, una cripta con la sepoltura del vescovo Ireneo García Alonso.
Nella navata di sinistra, o del Vangelo, dall'ingresso incontriamo la Cappella della Madonna Addolorata con statua della Madonna (1942) di José Díes López e la Cappella dell'Agonia di Cristo con statua di Cristo in croce (1940) del medesimo scultore. Segue, introdotta da un arco a sesto acuto, la Cappella di Santa Rita da Cascia, coperta da una volta stellata e ornata con un retablo barocco e statua della santa. All'entrata cancellata (XX secolo) di Tejados. Segue ancora, la cappella del Nazareno, introdotta da un arco a sesto acuto e chiusa da una cancellata (1581) del fabbro Agustín López, con statua di Gesù Nazareno (1942) di José Díes López, e ai lati statue dell'Apostolo Santiago e del Sacro Cuore di Gesù. Ultima cappella è quella di San Giovanni Battista, anch'essa introdotta da un arco a sesto acuto e con volta stellata con statue di San Giovanni Battista, Madonna di Cortes, e l'Immacolata Concezione (1940) di José Díes López.
Proseguendo a sinistra, attraverso un disimpegno, si accede alla sagrestia bugnata (1570), realizzata dallo scalpellino Juan Cubero, con tetto in legno (secolo XVI) di Benito de Villanueva in cui ci sono cinque interessanti grisaglie raffiguranti il Calvario, la Predicazione del Battista, Maddalena che lava i piedi di Cristo, la Consegna delle Chiavi e la Conversione di San Paolo (ultimo quarto del XVI secolo) dipinte autore anonimo.
La chiesa contiene, inaccessibili al pubblico, anche un ostensorio (1581-83) di Bernardo Muñoz; una bella croce processionale e un ostensorio in legno (XVI secolo), alcuni calici (XVII secolo), un arredo d'altare (1861) dell'argentiere di Madrid Juan Sellán e la corona della Vergine de Los Llanos (1861), opera di Francisco Moratilla.